# Impresoras de energía almacenada
Las impresoras de energía almacenada son un tipo de impresora matricial que se diferencia de las impresoras de alambre balístico en que imprimen simultáneamente una línea entera de puntos, por lo que a veces son llamadas impresoras matriciales lineales.
Las impresoras más comunes que utilizaban esta tecnología eran las impresoras matriciales lineales de Printronix. En aquellas impresoras los martillos estaban agrupados en un banco, formando una especie de peine que oscilaba horizontalmente para producir la línea de puntos.
Diseños recientes han llevado a cabo optimizaciones complejas del circuito magnético, eliminando las resonancias no deseadas en el resorte, obteniéndose así casi el doble de velocidad de impresión. Algunos otros diseños han usado martillos más sofisticados como una solución de compromiso entre el circuito magnético, las resonancias mecánicas y la velocidad de impresión.
- Datos: Q5914559